# Euphronia
Euphronia es un género de plantas fanerógamas que pertenece a la familia Euphroniaceae. Comprende 4 especies descritas y de estas, solo 3 aceptadas.

## Taxonomía
El género fue descrito por  Mart. & Zucc. y publicado en Flora 8: 32. 1825.

## Especies aceptadas
A continuación se brinda un listado de las especies del género Euphronia aceptadas hasta marzo de 2014, ordenadas alfabéticamente. Para cada una se indica el nombre binomial seguido del autor, abreviado según las convenciones y usos.
- Euphronia acuminatissima Steyerm.
- Euphronia guianensis (R.H.Schomb.) Hallier f.
- Euphronia hirtelloides Mart.